# Nan-jang
Nan-jang (čínsky pchin-jinem Nányáng, znaky 南阳) je městská prefektura v Čínské lidové republice. Leží v provincii Che-nan.
Celá prefektura má rozlohu 26 746 čtverečních kilometrů, v roce 2010 zde žilo přes deset milionů obyvatel, do roku 2020 se počet obyvatel snížil na 9,7 milionu.

## Poloha
Nan-jang leží na jihozápadním okraji provincie Che-nan. Hraničí na jihovýchodě se Sin-jangem, na východě s Ču-ma-tienem, na severovýchodě s Pching-ting-šanem, na severu s Luo-jangem, na severozápadě se San-men-sií, na západě s provincií Šen-si (a její prefekturou Šang-luo) a na jihu s provincií Chu-pej (a jejími prefekturami Siang-jang, Š'-jen a Suej-čou).

## Správní členění
Městská prefektura Nan-jang se člení na třináct celků okresní úrovně, a sice dva městské obvody, jeden městský okres a deset okresů.
| Wo-lung Wan-čcheng okres · Sin-jie okres · Še-čchi okres · Tchang-che okres · Tchung-paj okres · Fang-čcheng okres · Nan-čao okres · Čen-pching okres · Nej-siang okres · Si-sia okres · Si-čchuan městský okres · Teng-čou |        |                       |             |                                         |
| Název | Název  | Počet obyvatel (2020) | Rozloha km² | Hustota zalidnění (obyv. na km²) (2020) |
| český přepis | znaky  | Počet obyvatel (2020) | Rozloha km² | Hustota zalidnění (obyv. na km²) (2020) |
| Městské obvody |        |                       |             |                                         |
| Wo-lung | 卧龙区 | 1 093 659             | 1 021       | 1 071                                   |
| Wan-čcheng | 宛城区 | 966 367               | 968         | 999                                     |
| Městský okres |        |                       |             |                                         |
| Teng-čou | 邓州市 | 1 247 807             | 2 346       | 532                                     |
| Okresy |        |                       |             |                                         |
| Sin-jie | 新野县 | 602 827               | 1 057       | 570                                     |
| Še-čchi | 社旗县 | 561 573               | 1 151       | 488                                     |
| Tchang-che | 唐河县 | 1 078 632             | 2 492       | 433                                     |
| Tchung-paj | 桐柏县 | 375 206               | 1 915       | 196                                     |
| Fang-čcheng | 方城县 | 873 731               | 2 534       | 345                                     |
| Nan-čao | 南召县 | 545 475               | 2 939       | 186                                     |
| Čen-pching | 镇平县 | 829 780               | 1 493       | 556                                     |
| Nej-siang | 内乡县 | 549 068               | 2 305       | 238                                     |
| Si-sia | 西峡县 | 450 418               | 3 452       | 131                                     |
| Si-čchuan | 淅川县 | 538 569               | 2 804       | 192                                     |
| |        |                       |             |                                         |
| Celkem | Celkem | 9 713 112             | 26 476      | 367                                     |

## Významní rodáci
- Čang Čong-ťing (150–219) – čínský fyzik, spisovatel a vynálezce
- Čang Cheng (78–139 v Luo-jangu), vynálezce (například seismometru), astronom a matematik
- Ču-ke Liang (181–234) – čínský vojevůdce a politik
- Chan Jü (768–824) – čínský básník, spisovatel a filozof

## Partnerská města
- Asti, Itálie (16. září 2012)
- Čchunčchon, Jižní Korea (15. září 2012)
- Ghát, Libye (1. listopad 1995)
- Nan'jó, Japonsko (6. října 1988)
- Slobozia, Rumunsko (26. dubna 2011)
- Värmland, Švédsko (1. října 1988)